# Российско-китайские молодёжные зимние игры
Российско-китайские молодёжные зимние игры (англ. Russian–Chinese Winter Youth Games, кит. 中俄冬季青少年运动会) — международные соревнования по зимним видам спорта, в которых принимают участие юниоры из России и Китая. В программу игр входят такие дисциплины, как лыжные гонки, горнолыжный спорт, фристайл, лыжное двоеборье, прыжки на лыжах с трамплина, сноуборд, фигурное катание, керлинг, конькобежный спорт и шорт-трек. Первые игры состоялись в декабре 2016 года в Харбине.

## Цели и создание российско-китайских молодёжных игр
Российско-китайские молодёжные игры являются частью программы развития спорта и физической культуры двух стран для укрепления отношений между Россией и Китаем и подготовке спортсменов к состязаниям мирового масштаба.
Предпосылкой к созданию игр стала рабочая встреча Владимира Путина и председателя КНР Цзян Цзэминя в июле 2000 года в Пекине, вследствие которой уже в июле 2001 года был подписан договор о добрососедстве, дружбе и сотрудничестве между Российской Федерацией и Китайской Народной Республикой, в котором говорилось о сотрудничестве двух стран в сферах культуры, образования, здравоохранения, информации, права, спорта и туризма. Для реализации этих проектов в конце 2000 года была создана двусторонняя комиссия по сотрудничеству в области образования, здравоохранения, культуры и спорта. И так же была создана подкомиссия по сотрудничеству в области спорта.
В июне 2005 года на встрече Владимира Путина и председателя КНР Ху Цзиньтао в Москве руководители стран договорились о том, что следующий, 2006 год, станет годом России в Китае, и в рамках этого должны состоятся молодёжные летние Игры.
Так, в июле 2006 года были проведены первые в истории летние российско-китайские молодёжные игры, которые прошли в городе Тяньцзинь. А спустя год игры состоялись в Москве.
В 2009 году игры принял Пекин. Их проведение было приурочено к 60-летнему юбилею установления российско-китайских дипломатических отношений и проведению года русского языка в КНР. С этого момента игры проводятся с периодичностью раз в два года и страны принимают их по очереди.  Следующие игры проходили в Пензе в 2011 году, Шанхае в 2013, Иркутске в 2015, Гуанчжоу в 2017 году, в 2019 в Самаре и в 2023 году в Чунцине.
В 2016 году состоялось заседание подкомиссии по сотрудничеству в области спорта российско-китайской комиссии по гуманитарному сотрудничеству в городе Харбин. Там делегации стран приняли решение о проведении российско-китайских молодежных игр по зимним видам спорта.

## Первые российско-китайские молодёжные зимние игры (2016, Харбин)
В декабре 2016 года прошли российско-китайские зимние молодежные игры в китайском городе Харбине. Соревнования проводились в таких дисциплинах, как конькобежный спорт, шорт-трек, фигурное катание и хоккей, а также горнолыжный спорт. Было разыграно 27 комплектов наград. Победу в общекомандном медальном зачете одержала сборная команда России.

## Вторые российско-китайские молодёжные зимние игры (2018, Уфа)
Следующие соревнования были проведены в России в столице республики Башкортостан Уфе в декабре 2018 года. В программу Игр-2018 вошли лыжные гонки, фигурное катание, сноуборд, хоккей и конькобежный спорт. Было разыграно 25 комплектов медалей. В общекомандном медальном зачете, как и два года назад, победу одержала сборная России.

## Третьи российско-китайские молодёжные зимние игры (2022, Чанчунь)
Последние на данный момент проведенные игры прошли в 2022 году в городе Чанчунь в китайской провинции Цзилинь. К программе соревнований впервые добавился керлинг и фристайл. Соревнования по хоккею не проводились. Было разыграно 45 комплектов наград. Заработав 93 медали, сборная команда России снова одержала победу в неофициальном командном зачете.

## Четвертые российско-китайские молодёжные зимние игры (2025, Южно-Сахалинск)
Четвёртые по счёту зимние игры пройдут в городе Южно-Сахалинск в январе 2025 года. Спортсмены соревновались в лыжных гонках, фигурном катании, конькобежном спорте, шорт-треке, керлинге, фристайле, сноуборде, горнолыжном спорте, прыжках на лыжах с трамплина и лыжном двоеборье. Было разыграно 42 комплекта наград. Заработав 82 медали (28 золотых, 29 серебренных, 25 бронзовых) сборная команда России снова одержала победу.